# Point Loma
Point Loma (o Point Loma: Old Town) è un cortometraggio muto del 1912 diretto da Allan Dwan.

## Produzione
Il film fu prodotto dalla Flying A (American Film Manufacturing Company).

## Distribuzione
Distribuito dalla Film Supply Company, il film - un breve cortometraggio in cento metri - uscì nelle sale cinematografiche USA il 15 luglio 1912. Nelle proiezioni, veniva programmato con il sistema dello split reel, accorpato in un'unica bobina con un altro cortometraggio prodotto dall'American Film Manufacturing Company, il drammatico The Fatal Mirror.